# Santé en Islande

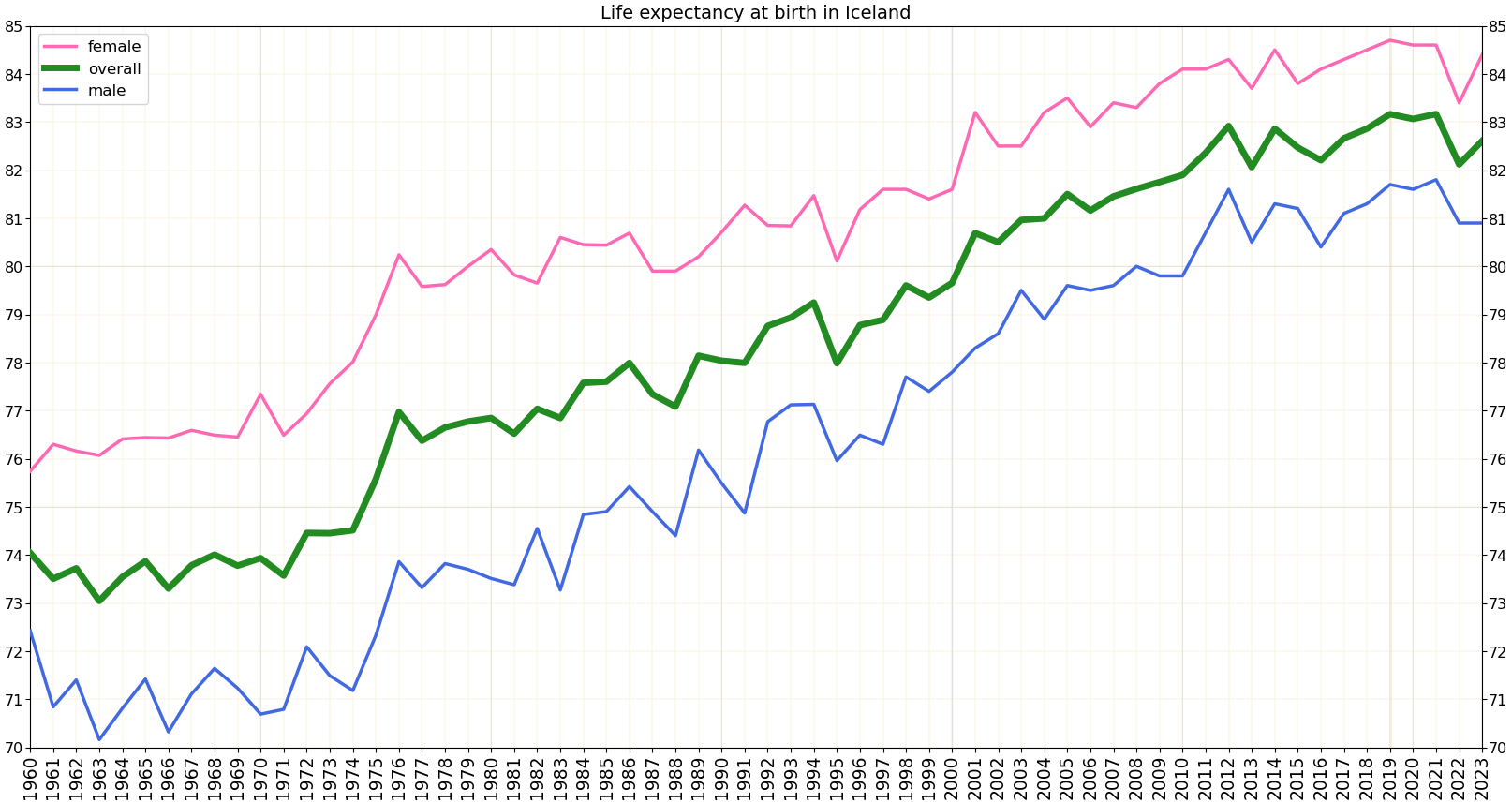
Évolution de l'espérance de vie en Islande entre 1960 et 2020

L'Islande avait le troisième taux brut de mortalité le plus bas d'Europe, à 355 pour 100 000 habitants en 2015 mais aussi le taux le plus bas d'hommes fumeurs en Europe : 17 %.
Une nouvelle mesure du capital humain attendu calculée pour 195 pays de 1990 à 2016 et définie pour chaque cohorte de naissance comme le nombre d'années vécues entre 20 et 64 ans et ajustée en fonction du niveau d'instruction, de la qualité de l'apprentissage ou de l'éducation et de l'état de santé fonctionnel a été publiée par la revue scientifique The Lancet en septembre 2018. L'Islande avait le deuxième niveau le plus élevé de capital humain attendu avec 27 années attendues ajustées en matière de santé, d'éducation et d'apprentissage vécues entre 20 et 64 ans.

## Espérance de vie
L'Islande avait l'espérance de vie la plus élevée de tous les pays européens : 83,0 ans en 2012 selon l'OCDE .